# サルデーニャ

サルデーニャ自治州
Regione Autonoma della Sardegna  (イタリア語)
Regione Autonoma de sa Sardigna  (サルデーニャ語)

サルデーニャ（イタリア語: Sardegna，[sarˈdeɲɲa]）は、イタリア半島西方、コルシカ島の南の地中海に位置するイタリア領の島。地中海ではシチリア島に次いで2番目に大きな島である。サルデーニャ語の発音（[saɾˈdiɲɲa]）からサルディーニャとも表記される。
周辺の島を含めて、サルデーニャ自治州を構成している。この州は、イタリアに5つある特別自治州のひとつである。州都はカリャリ（カリアリ）。

## 名称
サルデーニャは、サルデーニャ語ではSardigna, Sardinna, Sardinnia 、イタリア語ではSardegna、カタルーニャ語ではSardenyaと綴る。この違いの影響もあり、日本語ではイタリア語からのサルデーニャの他、ラテン語や英語のSardiniaに由来するサルディニア、サルジニア、サルヂニア、サルデニアなどの表記がある。
古代にこの島はフェニキア人によりイクヌーザ（ラテン式の綴りでIchnusa、もとはHyknusa）と呼ばれており、現在は州都カリャリで製造される、サルデーニャで一番ポピュラーなビールにその名を残している。また、イタリア半島を足だとすると、その足跡にあたるような島の形から、古代ギリシャ人はサンダリオン（Sandalyon）と呼んでいた。魚のイワシの英語名サーディンはこの島から来ている。

## 地理

### 位置・広がり

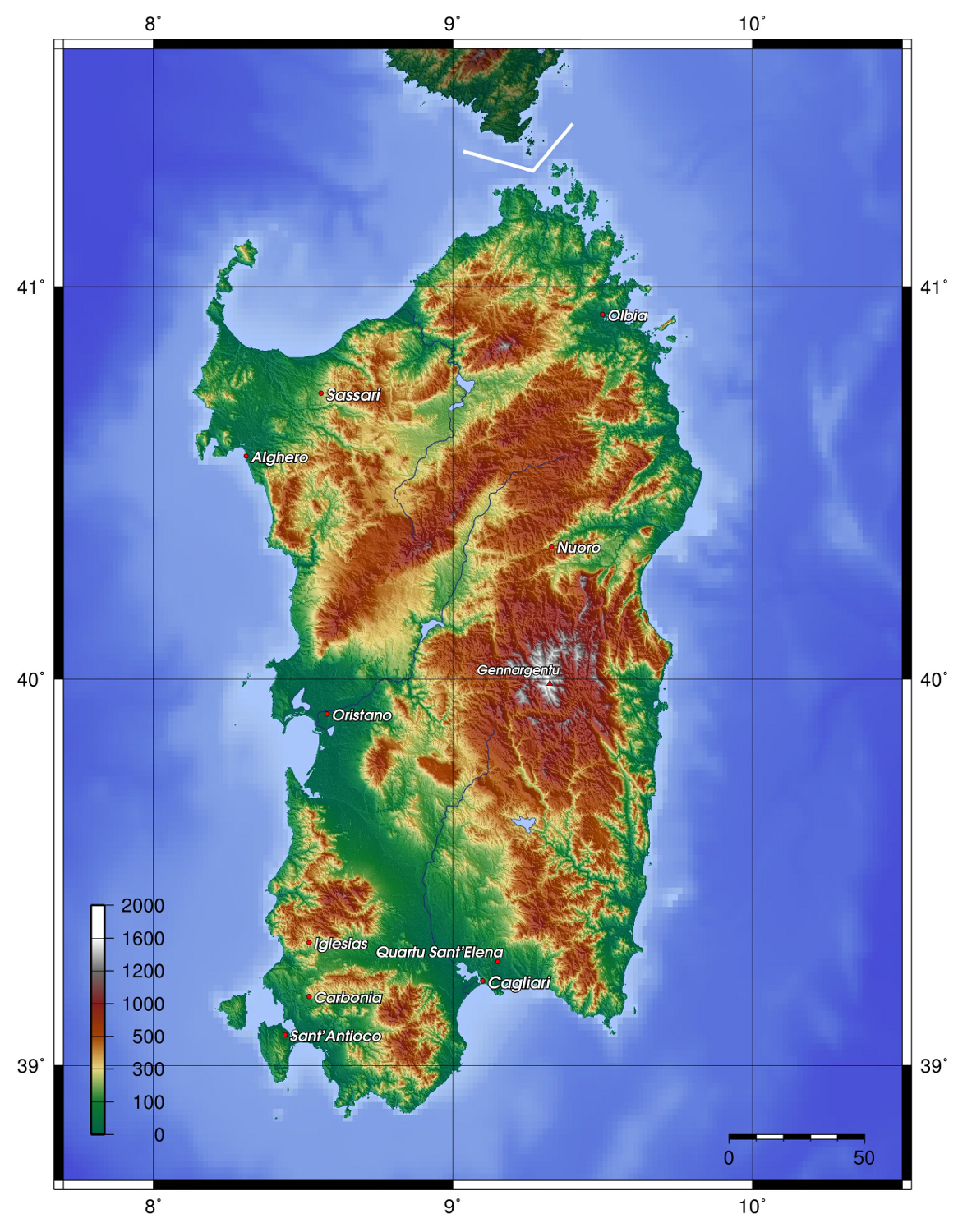
地勢図

サルデーニャ島は西地中海の中央に位置している。島の面積は24,090km2（四国の1.3倍）、人口165万人（同じく45%）。
東のイタリア半島との間の海はティレニア海と呼ばれる。北側にはボニファシオ海峡を挟んでフランス領コルシカ島（コルス島）を望む。西側の海はサルデーニャ海と呼ばれており、真西にスペイン領バレアレス諸島がある。南にチュニジア、南東にはシチリア島がある。
島全体がイタリア共和国のサルデーニャ自治州である。イタリア本土との歴史的・地理的・文化的な差異が大きいことから特別自治州という位置づけになっているが、海外領土（植民地）ではなく、あくまでも本国の一部である。州都のカリャリは島の南海岸に位置し、チュニジアの首都チュニスから北北西へ約283km、シチリア島のパレルモから西北西へ約388km、イタリアの首都ローマから南西へ約410km、バレアレス諸島のパルマ・デ・マヨルカから東へ約558kmの距離にある。オモデオ湖を始めとする54の貯水池がある。

### 主要な都市

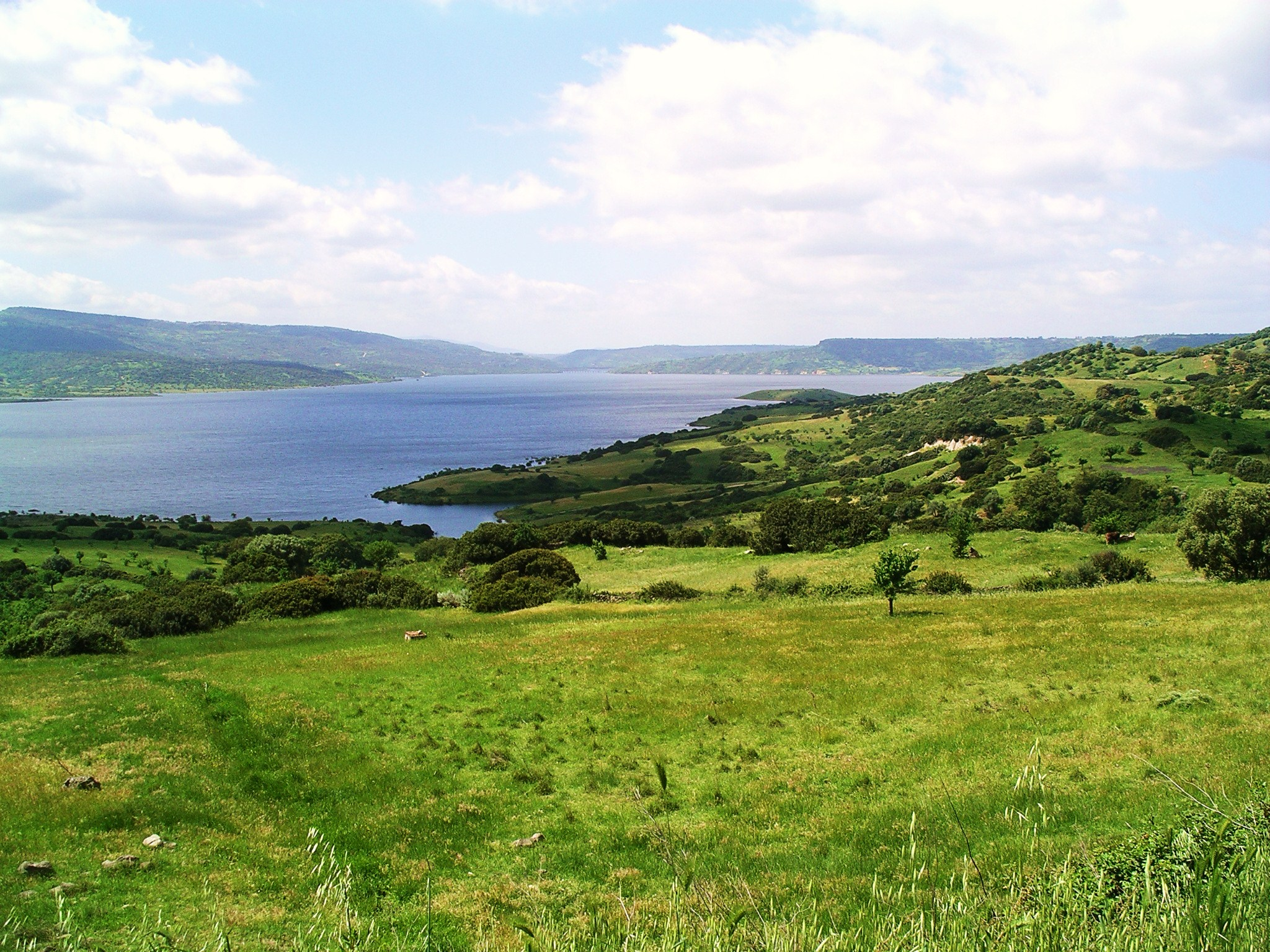
オモデオ人工湖

人口3万人以上のコムーネは以下の通り。人口は2011年1月1日現在。
- カリャリ （カリャリ県） - 156,488人
- サッサリ （サッサリ県） - 130,658人
- クアルトゥ・サンテーレナ （カリャリ県） - 71,779人
- オルビア （オルビア＝テンピオ県） - 56,066人
- アルゲーロ （サッサリ県）  - 40,965人
- ヌーオロ （ヌーオロ県） - 36,347人
- オリスターノ （オリスターノ県） - 32,015人

州都カリャリ周辺のカリャリ都市圏 (it:Area metropolitana di Cagliari) には、島の人口の約25%にあたる約42万人が暮らす。他方、島の東部を中心として人口が稀薄であり、2011年現在の県別人口密度において、イタリアで最も低いオリアストラ県（31.3人/km2）を筆頭として、ヌーオロ県（40.8人/km2、第3位）、オルビア＝テンピオ県（46.5人/km2、第4位）、オリスターノ県（54.6人/km2、第6位）が人口密度の低さの上位に並んでいる。
- カリャリ
- サッサリ
- オルビア
- ヌーオロ

### 気候
サルデーニャは地中海性気候に属し、春と秋は暖かく、夏は暑く、冬は穏やかである。近年、旱魃が続いている。

## 歴史
新石器時代から、サルデーニャ島に人類が生活をはじめた。その遺跡の散らばりぐあい、点在範囲、その大きさを調べれば、島の大体の人口がわかり、また彼らがこの島のどこに上陸し、定着したかがわかる。
先史時代のサルデーニャ人はヌラーゲ（Nuraghe）人と呼ばれ、ヌラーゲ文化の遺跡を残したが、文字・記号などを残さなかった。
サルデーニャ人の起源に関する理論は、遺伝学的および民族の移動状況の研究に基づく。現在のサルデーニャ人の先祖については遺伝学的な研究によると、およそ8000年前に当時のヨーロッパに広がった農耕人（初期ヨーロッパ農耕民）が島へ渡り農耕を始めたと考えられている。したがってこの系統は非インド＝ヨーロッパ語族と考えられている（古代イタリア地域諸言語）。
エジプトの碑文には、「海の民」は、サルディス（リディア）を出発し、ティレニア海にたどり着いた。そこで、サルデーニャに行く者とエトルリアに行く者に分かれたとある。
以下は英語版の項目en:History of Sardiniaからの翻訳である。

### 先史時代

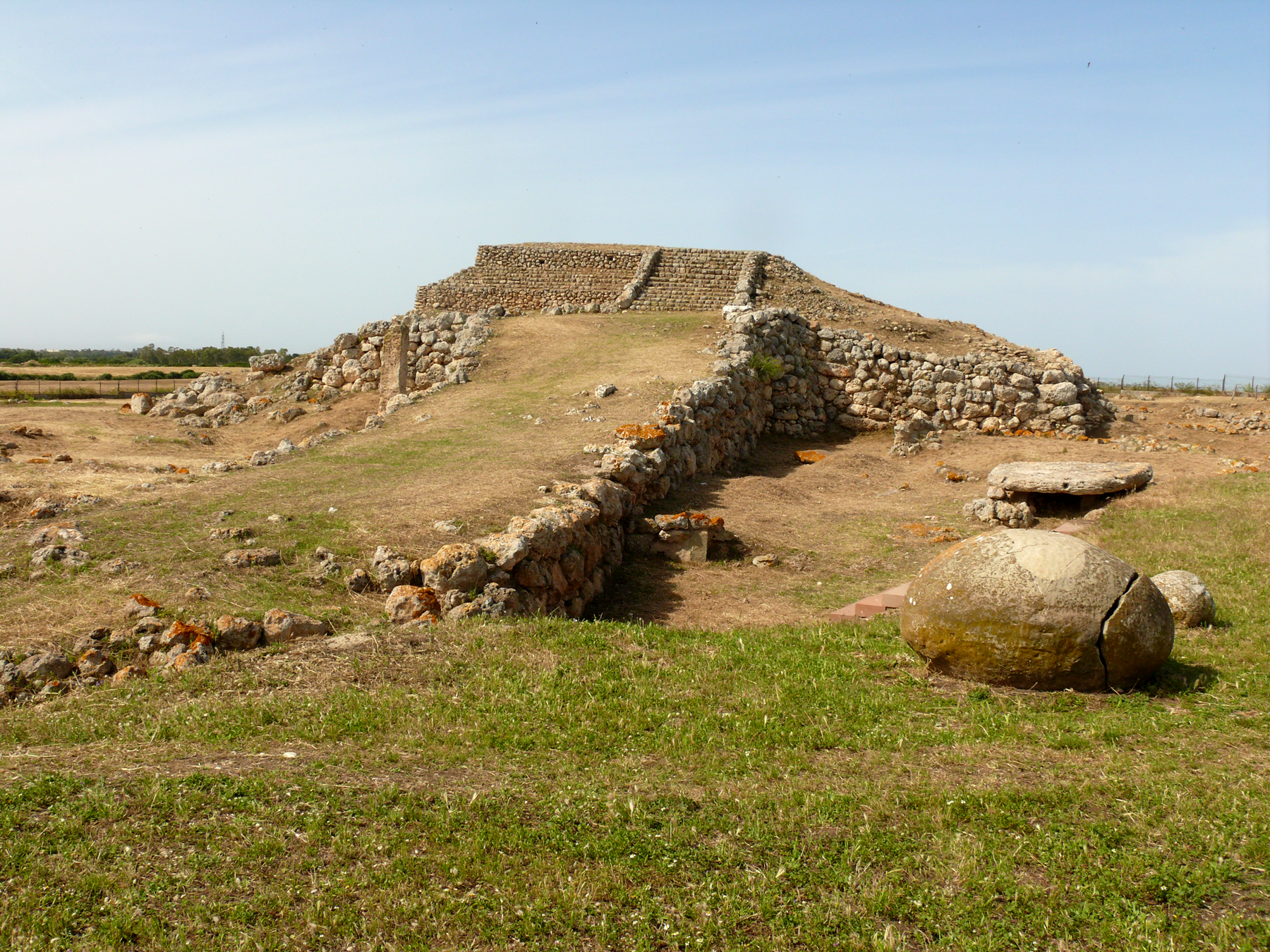
先史時代の遺跡

1979年、15万年前にさかのぼる人類の痕跡が発見された。ガッルーラからサルデーニャ北部に居住した最初の人間は、おそらくイタリア半島のトスカーナから渡ってきたとみられている。島の中央部にはバレアレス海を渡り、イベリア半島から来た人々が居住したとも考えられている。
およそ8000年前に島へ渡った農耕人により狩猟から農耕文化へ移行したと考えられている。
先史時代の矢じり（約5000年〜6000年前）や、現在カリャリの考古学博物館に納められている地中海地方の母神像から、高いレベルで石の彫刻を作る能力を持っていたと推測される。

### 石器文化と黒曜石の時代
石器時代には既に、モンテ・アルチ (Monte Arci) は重要な役割を演じていた。この休火山は、黒曜石採掘と刃物・矢じりへの加工の中心地のひとつであった。現在でも山腹では火山ガラスを見つけることが出来る。サッサリの考古学博物館には、紀元前2600年頃の青銅器時代（またはAneolithic Age）の土器が展示されている。

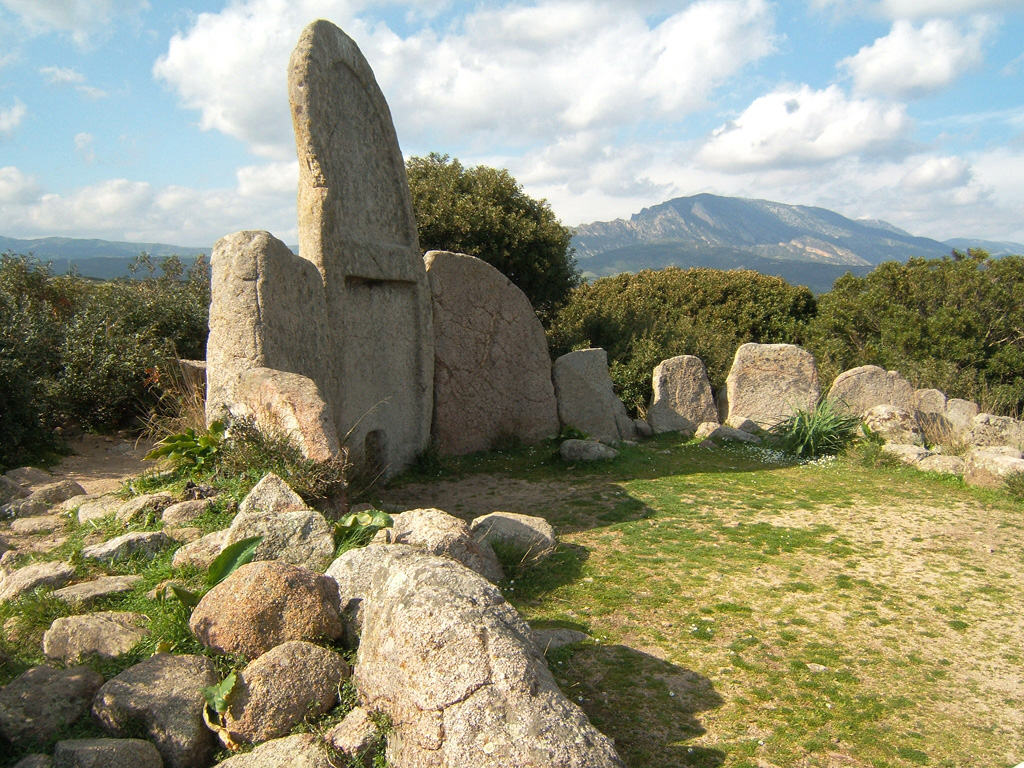
青銅器時代の遺跡

### ヌラーゲ文化の時代
先史時代のサルデーニャは、ヌラーゲと呼ばれる独特の石造りの構造物に特徴づけられている。サルデーニャには複雑な構造のものから単純なものまで、大小7000のヌラーゲが現存している。最も有名なのはカリャリ県バルーミニのヌラーゲ遺跡、スー・ヌラージ・ディ・バルーミニである。このヌラーゲは紀元前1800年から250年頃にわたって造られ、紀元前1200年から900年頃に全盛期を迎えた。聖なる水場の隣に建てられ（例：Santa Cristina, Sardara）、墓の構造はドルメンと呼ばれる。この時代サルデーニャ人は既に、西地中海で交易を行っていたミケーネ人と接触していたことがわかっている。
エジプトを侵略した海洋民族シャルダナ (Shardana) とサルデーニャとのつながりは真偽が疑わしく、立証されていない。墓場 (Tombe dei giganti) には沈みかけの船をかたどった墓石があり、長い航海中に惨事があったことを示している。古代ギリシャで初めて地中海を西に航海したエウボイア人は、サルデーニャをHyknousaと呼んだ。のちにラテン化しIchnus(s)a（イクヌーザ）となった。ノーラ遺跡の石碑は、フェニキア人がこの島をShardenと呼んだ証拠となっており、これがSardiniaという名前の由来となっている。

### フェニキア人、カルタゴ人、そしてローマ人

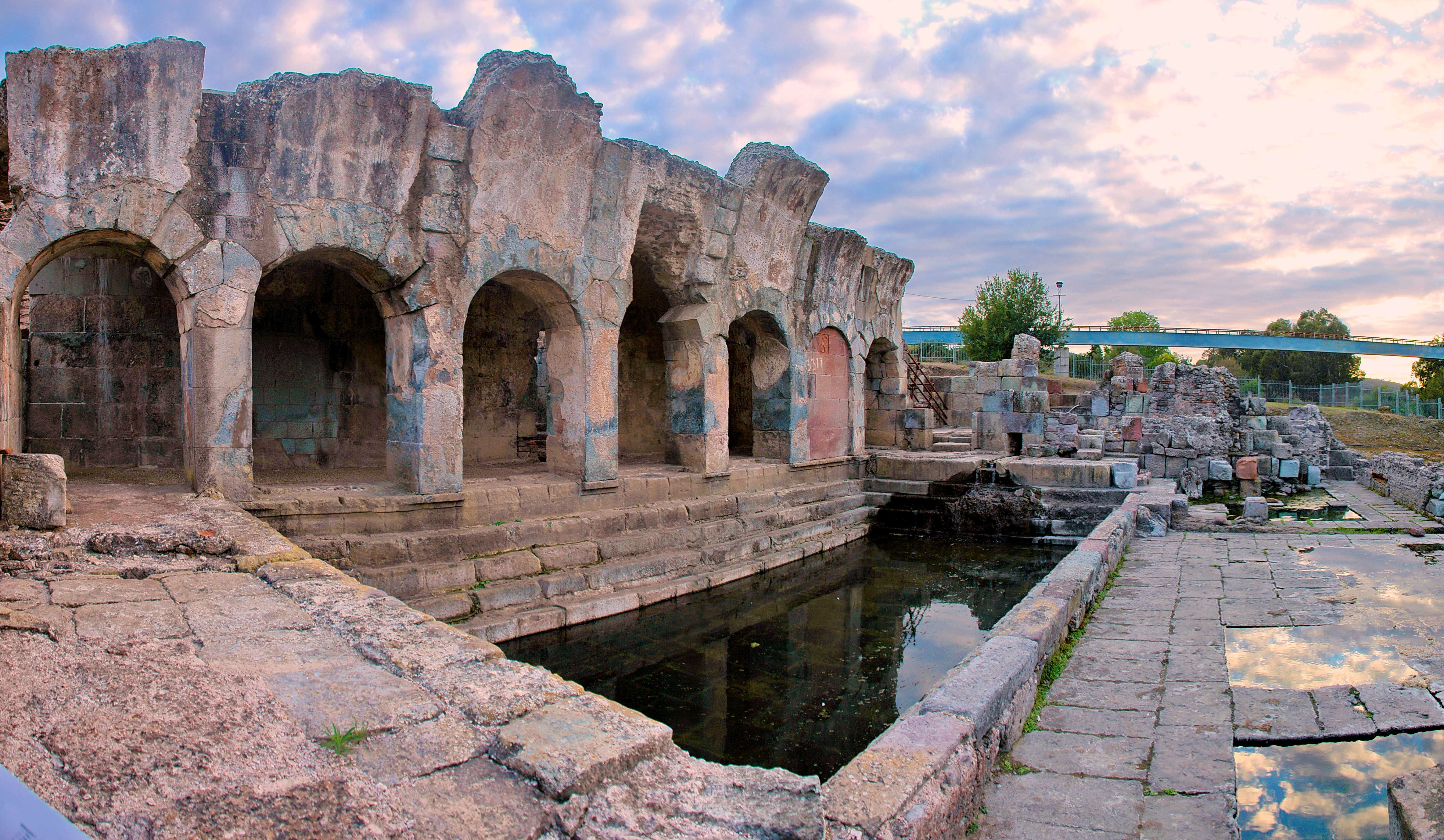
ローマ時代の風呂遺跡

紀元前8世紀から、Tharros（ターロス）、Bithia（ビティア）、Sulcis（スルシス）、Nora（ノーラ）、Karalis（カラリス、現在のカリャリ）と、フェニキア人が都市や砦をいくつもサルデーニャに築いた。フェニキア人はレバノンの出身で、地中海で交易を行っていた。彼らは島のあらゆるエリアに定住した。サルデーニャはカルタゴ（現在のチュニジア）、スペイン、ローヌ川（フランス）、エトルリア（イタリア半島）の間にあったため、西地中海の中心として特別な地位を獲得していた。イグレージアス周辺の鉱物地帯は、鉛や亜鉛の産地として重要であった。都市は防御しやすく天然の港になる、多くは河口に近い半島部や島のような、戦略上の重要な地点に造られた。フェニキア人ののちに、紀元前500年ごろカルタゴ人（Punic、ポエニ）がサルデーニャ周辺の地中海の覇権を確立した。カルタゴの影響はサルデーニャのほぼ全域に及んでいる。
紀元前238年、ローマ人が島を獲得した。ローマはカルタゴと第一次ポエニ戦争を戦ったが、戦後にカルタゴの傭兵が反乱を起こしたため、ローマはこの年サルデーニャに上陸し、占領する機会を得た。ローマ人がサルデーニャを獲得した時点で、既に社会基盤と（少なくとも平野部では）都市化された文化があった。サルデーニャはシチリアとともに、エジプト征服までのあいだローマの穀倉地帯のひとつでありつづけた。フェニキア・カルタゴ文化は、ローマ人の支配下にあっても紀元後数世紀まで根強く残った。Tharros（ターロス）、Nora（ノーラ）、Bithia（ビティア）、Antas（アンタス）、Monte Sirai（モンテ・シライ）らは、建築と都市計画の調査に非常に重要な考古学遺跡となっている。

### 中世

ジュディカーティの領国（14世紀）

ローマ帝国の滅亡後、サルデーニャは何度と征服の対象とされている。東ローマ帝国による帝国の一部としての奪還に先立ち、456年北アフリカのヴァンダル人に占領された。711年からは、サラセン人による沿岸部の都市への攻撃が始まった。これが原因となり、9世紀には1800年の歴史を持つターロスが放棄され、内陸のオリスターノが取って代わった。アラブ人に対抗するために、海洋共和国であったピサとジェノヴァによる支援が求められた。
1063年から、この地域の東ローマ帝国の政治行政組織を踏襲する形で、審判による統治を意味するジュディカーティ（Giudicati）という制度が形成された。中世後期において最も特筆すべき、今に至るまで島のヒロインと慕われる人物は、ジュディカーティであったアルボレア国の妃エレオノーラ・ダルボレア（Eleonora d'Arborea）である。彼女は法制の整備に尽力し、1395年に発効した先進的な民法典カルタ・デ・ログ（Carta de Logu）は1827年まで使われた。
同じ時代、アラゴン＝カタルーニャ王国の影響が大きくなり、これはアラゴンによるサルデーニャ占領まで続いた。アラゴンの塔と呼ばれた見張り台が沿岸部全域にわたって作られ、アラブ人の侵入を防ぐことに役立った。これらの見張り台のいくつかは、ちょうど戦略上の重要地点にあったフェニキア都市の石を使って作られた。教会建築への再利用としての好例は、古い都市オトカ（Othoca）の跡に建てられたサンタ・ジュスタ（Santa Giusta）教会にみられる。当時のスペインの影響の強さは、今でもアルゲーロ周辺でカタルーニャ語の方言が使われていることからも窺える。

### サルデーニャ王国の誕生から現代
スペイン継承戦争（1701年 - 1714年）でサルデーニャはスペインからオーストリアに渡った。しかし、旧領回復を目指すスペインは1717年にサルデーニャに侵攻（スペインによるサルデーニャ侵攻）。四国同盟戦争（1718年 - 1720年）を経て、1720年にシチリア島との交換によりサヴォイア家が領有した。以後、イタリア統一の1861年まで、サルデーニャはピエモンテとともにサルデーニャ王国を形成していた。
フランス革命戦争中の1793年には、フランス共和国軍がサルデーニャ島に侵攻したが、サルデーニャ人によって撃退された（サルデーニャ遠征）。
サルデーニャ島の社会基盤の開発は遅れていたが、19世紀初期にカルロ・フェリーチェによる統治のもと、南のカリャリから北のサッサリに至る島の大動脈が建設され、いまでも彼の名がこの道につけられている。1861年にサルデーニャ王国がイタリア統一を果たして国名を「イタリア王国」と改めた。1883年にはカリャリからサッサリまでの鉄道が開通した。
ムッソリーニ政権下では、オリスターノ周辺の沼沢地が干拓され、最も成功した農村コミュニティとなったアルボレアの基盤が作られた。またムッソリーニは鉱業の中心地としてカルボーニアを建設した。第二次世界大戦後、石炭の重要性は低下し、観光業が盛んとなった。雇用を創出するための様々な施策は、安価な労働力をもっても埋め合わせることの出来ない高い運送費のために、これまでのところうまくいってはいない。
今日、サルデーニャは自治州であり、その歴史は言語と文化の中にいまだ息づいている。また注目すべきは沿岸部と内陸部の差異である。沿岸部は常に外部からの影響に対してよりオープンであった。今日サルデーニャは、船や飛行機の便がよい北部の海岸や島々（ラ・マッダレーナ、コスタ・ズメラルダ）と南部カリャリ周辺の海岸によって、最もよく知られている。

## 行政区画

サルデーニャ州と各県（2005年）

サルデーニャ州は8つの県からなる。20世紀末にはカリャリ県、サッサリ県、ヌーオロ県、オリスターノ県の4県があったが、2005年に県の分割が行われ、オルビア＝テンピオ県、オリアストラ県、カルボーニア＝イグレージアス県、メディオ・カンピダーノ県が設立された。
左端の数字はISTATコード、アルファベット2文字は県名略記号を示す。人口は2011年1月1日現在。面積の単位はkm²。
|     |    | 県名                           | 綴り              | 県都                            | 面積  | 人口    |
| --- | -- | ------------------------------ | ----------------- | ------------------------------- | ----- | ------- |
| 090 | SS | サッサリ県                     | Sassari           | サッサリ                        | 4,281 | 337,237 |
| 091 | NU | ヌーオロ県                     | Nuoro             | ヌーオロ                        | 3,934 | 160,677 |
| 092 | CA | カリャリ県                     | Cagliari          | カリャリ                        | 4,570 | 563,180 |
| 095 | OR | オリスターノ県                 | Oristano          | オリスターノ                    | 3,040 | 166,244 |
| 104 | OT | オルビア＝テンピオ県           | Olbia-Tempio      | オルビア テンピオ・パウザーニア | 3,399 | 157,859 |
| 105 | OG | オリアストラ県                 | Ogliastra         | ラヌゼーイ トルトリ             | 1,854 | 57,965  |
| 106 | VS | メディオ・カンピダーノ県       | Medio Campidano   | サンルーリ ヴィッラチードロ     | 1,516 | 102,409 |
| 107 | CI | カルボーニア＝イグレージアス県 | Carbonia-Iglesias | カルボーニア イグレージアス     | 1,495 | 129,840 |

### 広域行政区画の再編

サルデーニャ州と各県（2016年）

サルデーニャ自治州では、2016年9月現在、県級行政区画の統廃合のプロセスが進められている。2016年2月に新たな行政区画の設置が行われたが、地方自治上は過渡期である。
新制度では、サルデーニャ州の県級行政区画は5（1大都市4県）となる。結果として2005年に新設された県がすべて消滅した。また、カリャリ県はカリャリ市周辺が大都市（Città metropolitana）として再編され、その他は新設の南サルデーニャ県の一部となった。
- カリャリ県（大都市） - カリャリ（州都）
- ヌーオロ県 - ヌーオロ
- オリスターノ県 - オリスターノ
- サッサリ県 - サッサリ
- 南サルデーニャ県（英語版、イタリア語版） - カルボーニア

## 経済
イタリアの一部であるサルデーニャの現在の通貨はユーロである。
鉱業では、かつてファシズム時代にカルボーニアが炭坑都市として開発され栄えたほか、今日でも金と銀の鉱山が島内で操業している。
現在はコスタ・ズメラルダに代表される観光業、工業、商業、サービス業、IT産業がサルデーニャの中心的な産業となっている。ヨーロッパのインターネットプロバイダーとしてトップ企業となっているティスカリ（Tiscali）は、1998年に前州知事のレナート・ソルがカリャリで設立した。またワインとローカル料理が有名になり、島の収入源として成長している。

## 文化
サルデーニャ州は、州法で住民に "popolo"（固有の民族集団）という用語を用いている2つの州のうちのひとつである。もうひとつの州であるヴェネト州（ヴェネツィア語話者が多い）における規定は国法に根拠をもつものではないが、特別自治州であるサルデーニャ州の規定は国法に根拠を持つ。なお、いずれのケースにおいても、ほかのイタリア国民（市民）との間に権利の差異をもたらす法的な意味は持たないとされる。

### 言語

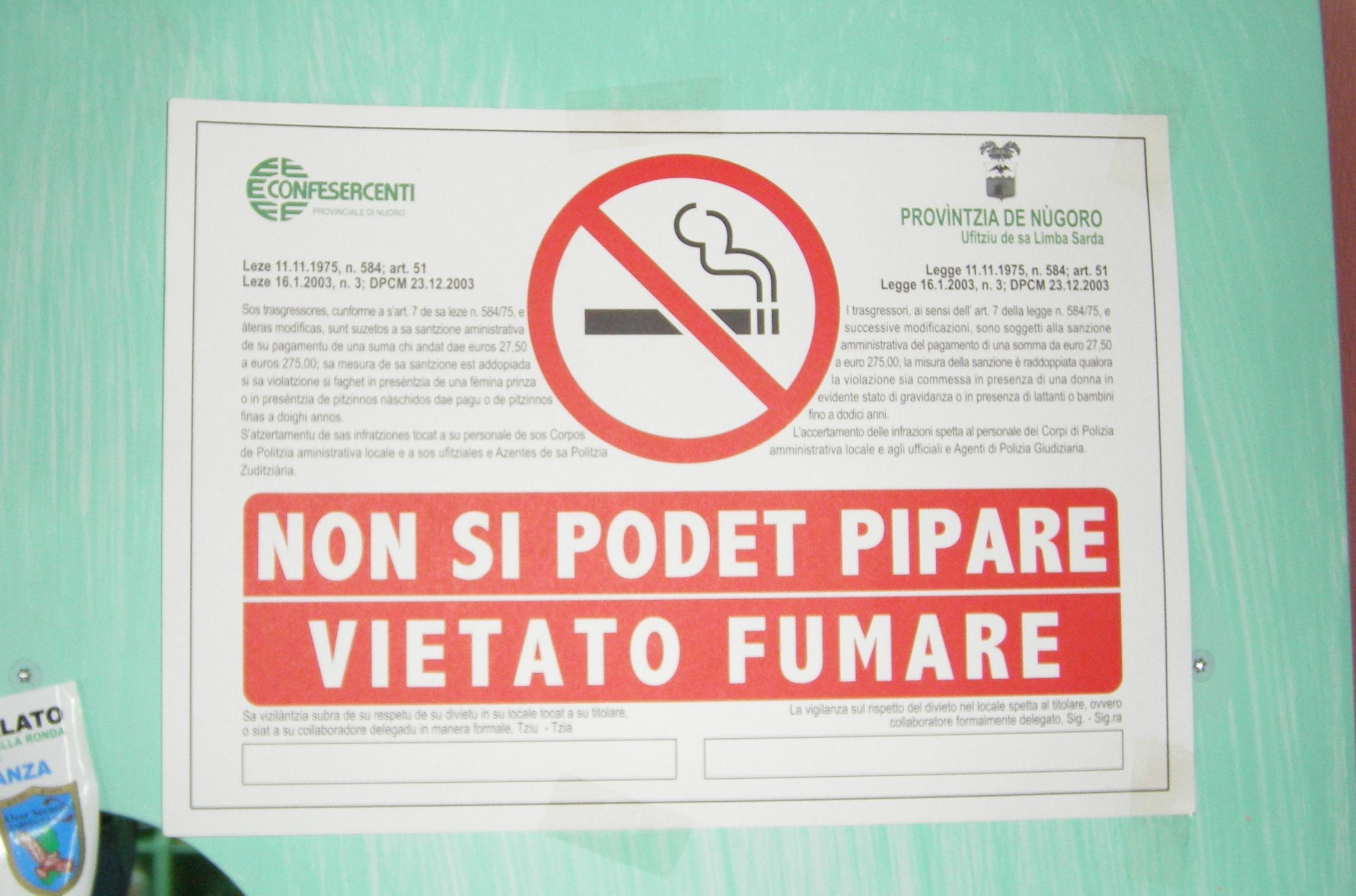
イタリア語とサルデーニャ語で書かれた禁煙の掲示

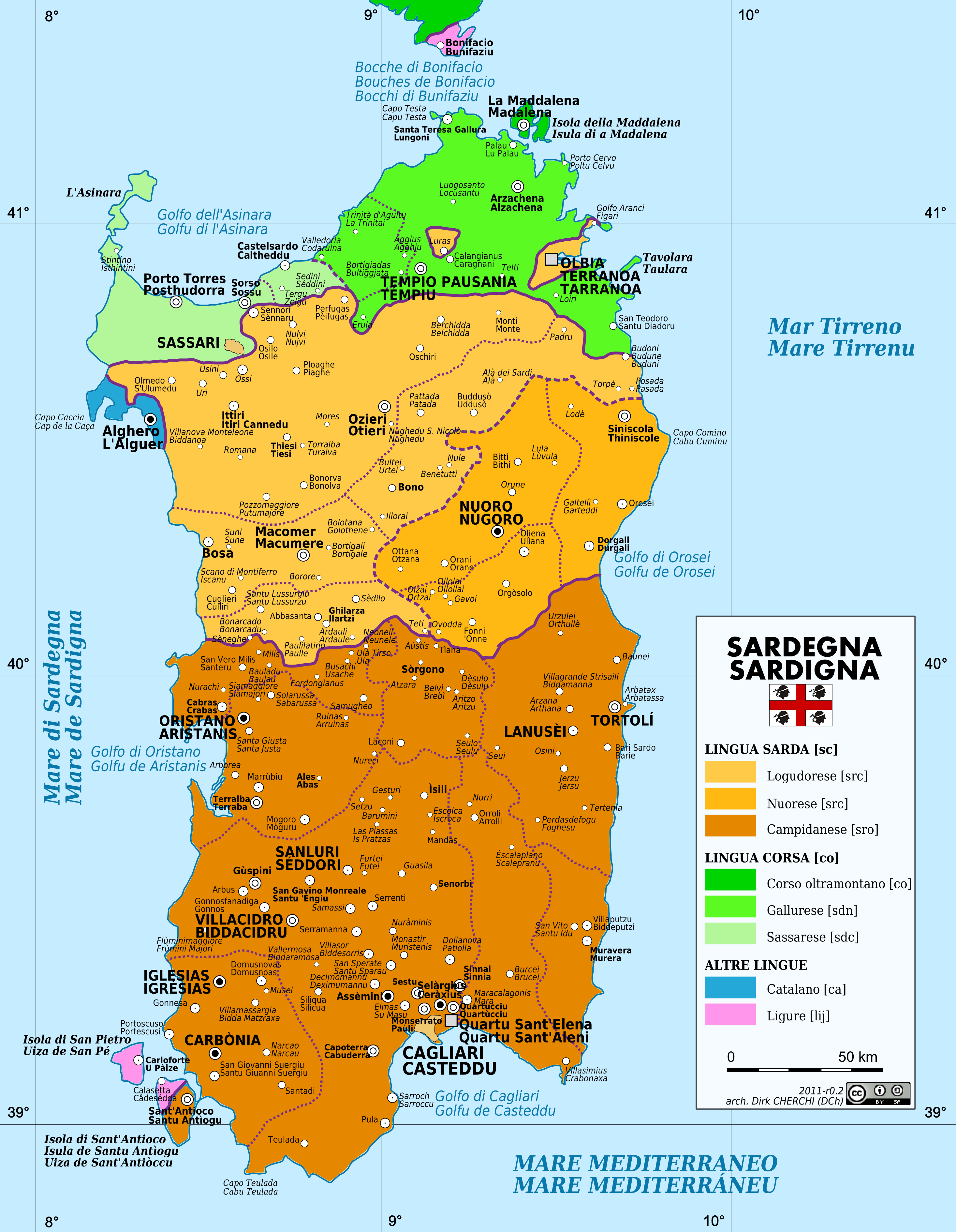
サルデーニャ島の言語分布を示した地図（地名はイタリア語とサルデーニャ語の二言語表記）

2006年の国立統計研究所（ISTAT）の統計によれば、6歳以上の住民の家庭内での会話における言語状況は以下の通り。イタリア語（Italiano）、地方言語（Dialetto）、他の言語（Altra lingua）についてのデータで、左列が全国平均、右列がサルデーニャ州の数値である。
| 家庭内の会話における使用言語           | 全国  | 州    |
| -------------------------------------- | ----- | ----- |
| イタリア語のみ、あるいは主にイタリア語 | 45.5% | 52.5% |
| 地方言語のみ、あるいは主に地方言語     | 16.0% | 1.9%  |
| イタリア語と地方言語の双方             | 32.5% | 29.3% |
| 他の言語                               | 5.1%  | 14.7% |

イタリア全土で公用語とされているのはイタリア語であるが、サルデーニャではサルデーニャ語（Sardu）が広く使われている。
サルデーニャ語はイタリア語などと同じくラテン語を起源とするロマンス語に属する言語であるが、決して「イタリア語の方言」（言語変種）であるわけではない。この言葉はカタルーニャ語やスペイン語の影響を受けており、土着のヌラーゲ文化を経由してフェニキア語からの影響も受けているとも考えられている。公的文書での使用はイタリア語によって行われているが、2006年に州政府は公文書に用いるためのサルデーニャ語の規範 (it:Limba Sarda Comuna) を制定している。書記言語としてのサルデーニャ語の規範化問題は重要性を増しているが、正書法が確立されていないことから激しい議論やさまざまな提案が続いている。
サルデーニャ語の方言（言語変種）は、大きく分けて2つある。州都カリャリを含む島の南半分で用いられているカンピダーノ方言 (Campidanese dialect) 、島の中北部を中心に用いられているログドーロ方言 (Logudorese dialect) である。
島の最北部のサッサリ付近で使われているサッサリ方言 (Sassarese language) や、ガッルーラ地方で用いられているガッルーラ方言 (Gallurese dialect) は、コルシカ語の影響が大きく、コルシカ＝サルディニア方言／語と呼ばれる。これら最北部の言語は、サルデーニャ語の一部ではなく独立した言語とみなされたり、あるいはコルシカ語の方言とみなされることもある。
サルデーニャにはまたいくつかの言語島もみられる。北西部のアルゲーロ近辺では、アラゴン＝カタルーニャ王国の支配を経験した歴史的背景から、中世期の要素を受け継ぐカタルーニャ語の変種であるアルゲーロ方言 (Algherese dialect) が使用されている。サルデーニャの南西沖にあるサンピエトロ島 (San Pietro Island) やサンタンティーオコ島では、ジェノヴァ地域からの移民が暮した経緯からリグリア語の変種であるタバルカ方言 (it:Dialetto tabarchino) が使われている。さらに少数の言語としてはアルボレーアやフェルティリア (Fertilia) において、1920年代から1930年代に北東イタリアから移住してきた人々によって、ヴェネト語、フリウリ語、イストリア語が話されている。

### 食文化

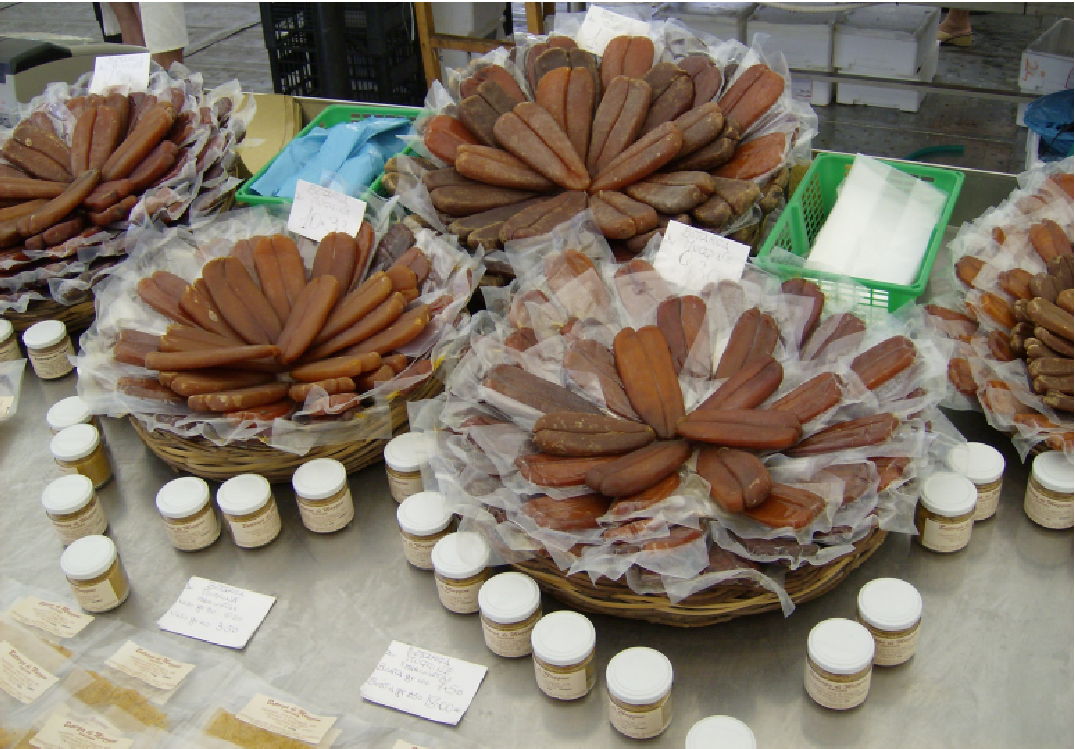
カリャリのボッタルガ

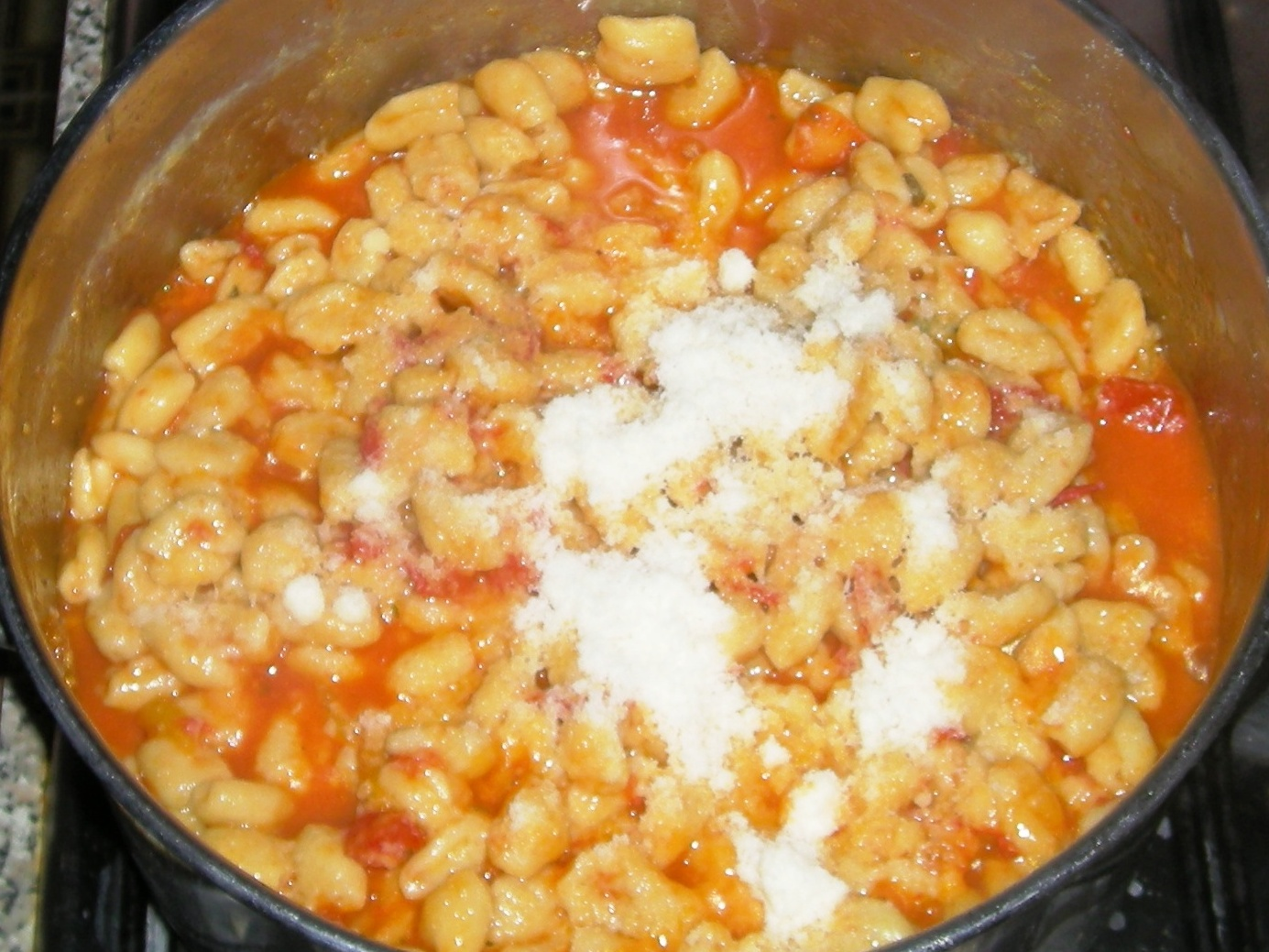
マロレッドゥスを用いた煮物

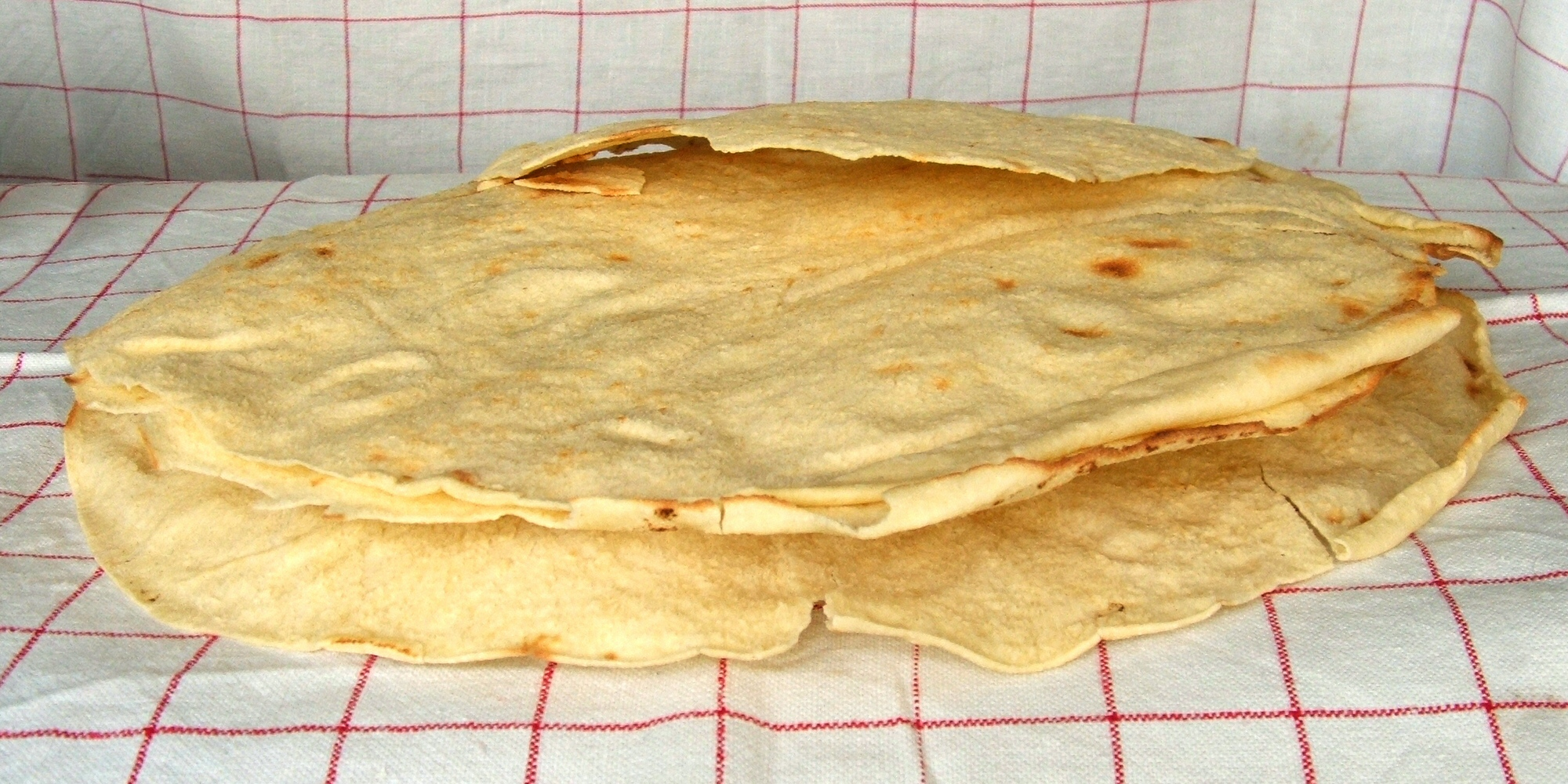
パーネ・カラザウ

サルデーニャ料理 (it:Cucina sarda) は、イタリア料理のほか、アラブや北アフリカなどの料理の影響を受けて発展した。豊富な海産物や、島において牧畜される羊の肉などが主要な食材として用いられる。2010年にユネスコの無形文化遺産に指定された「地中海の食文化」 (Mediterranean diet) の一部を構成する。
海産物
サルデーニャ料理の主役のひとつは、エビやマグロ、イワシ、貝などといったさまざまな海産物である。
日本のカラスミに相当する魚の卵巣の加工品「ボッタルガ」が、カリャリやトルトリ、サンタンティーオコなど島内各地で生産されている。日本のカラスミはボラの卵巣を加工したものであるが、ボッタルガにはボラに限らず、タラやマグロなど他の魚も使用される。
パスタ・パン
サルデーニャの特徴的なパスタとして、クスクスに似た粒状のパスタである「フレグラ」や、ニョッキ状の「マロレッドゥス」 (it:Malloreddus) などがある。パスタは、魚介類とともにトマトベースのソースで煮られることが多い。

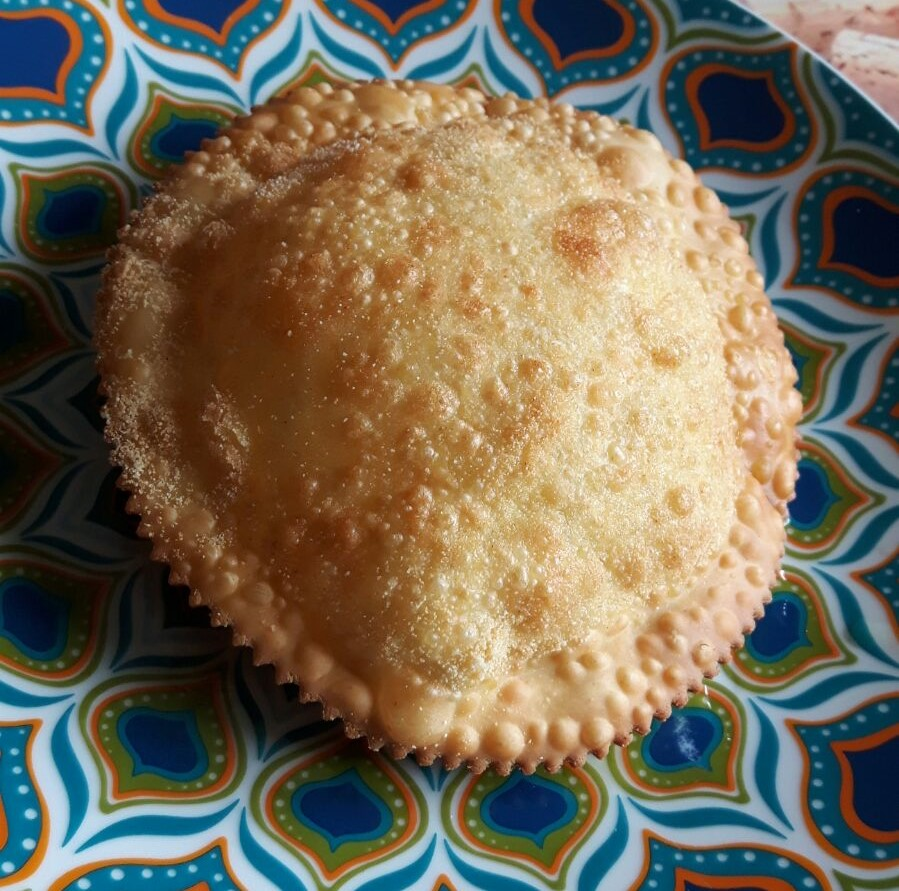
サルデーニャの伝統的なデザートであるセアダス

堅く焼いた薄いパン「パーネ・カラザウ」は長期保存が可能な食材でもある。これを用いた代表的な料理として、パーネ・カラザウとトマトソース、ペコリーノ（羊乳のチーズ）とをラザニア状に重ねた「パーネ・フラッタウ」 (it:Pane frattau) がある。
ワイン
サルデーニャはイタリアワインの生産が盛んな地域であり、多くのワインが原産地統制呼称（DOC）の指定を受けている。サルデーニャ全域を名称保護地域とするものには以下がある。
- カンノナウ・ディ・サルデーニャ (it:Cannonau di Sardegna)
- モニカ・ディ・サルデーニャ (it:Monica di Sardegna)
- モスカート・ディ・サルデーニャ (it:Moscato di Sardegna)
- ヴェルメンティーノ・サルデーニャ (it:Vermentino di Sardegna)

北東部のガッルーラ地方（オルビア＝テンピオ県）、北西部のアルゲーロ周辺（サッサリ県）、中西部のオリスターノ周辺（オリスターノ県）、南西部のスルチス地方（カリャリ県、カルボーニア＝イグレージアス県）が主要生産地であり、より限定された地域を指定したDOCワインも多い。ガッルーラ地方で生産されるヴェルメンティーノ・ディ・ガッルーラ (it:Vermentino di Gallura) は、統制呼称の最上級にあたる保証つき統制原産地呼称（DOCG）に指定されている。
チーズ

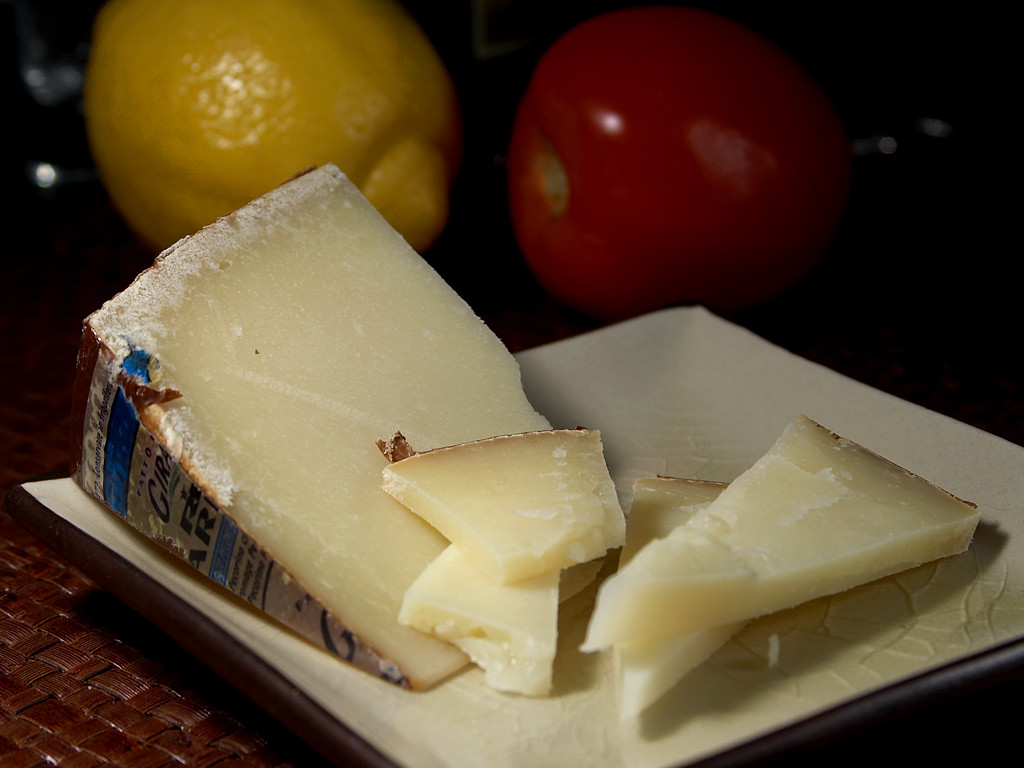
ペコリーノ・サルド

原産地名称保護（PDO）の指定を受けたチーズとして以下がある。
- ペコリーノ・サルド
- ペコリーノ・ロマーノ

サルデーニャ島では牧羊が盛んなことから、羊乳を用いたペコリーノが多く生産される、「ペコリーノ・ロマーノ」にはラツィオ州・トスカーナ州とともにサルデーニャ州も生産地域としての指定を受けている。「ペコリーノ・サルド」（サルディニアのペコリーノ）はサルデーニャ産のペコリーノにのみ認められた名称である。
このほか、サルデーニャではカチョカヴァッロなども生産される。
サルデーニャ島のユニークなチーズとして、チーズバエの幼虫の働きでペコリーノの発酵をすすめたカース・マルツゥがある。

### 文化遺産
サルデーニャ島には世界遺産がひとつある。メディオ・カンピダーノ県バルーミニにあるスー・ヌラージで、この遺跡は先史時代の石造建築であるヌラーゲを代表するものとして評価された。
フェニキア・ローマ時代の都市遺跡としては、オリスターノ近郊のターロス、カリアリ南郊プーラにあるノーラなどがある。
これらの文化遺産は、観光資源ともなっている。

### 観光
この島には、リゾート地コスタ・ズメラルダやジェンナルジェントゥ山地など、多くの観光地がある。
有名なビーチの美しさだけでなく、多くの文化遺産は観光資源ともなっている。

## スポーツ

### サッカー
州内に本拠を置くプロサッカークラブとしては以下がある。所属リーグは2023-24シーズン現在。
- カリアリ・カルチョ （カリャリ県カリャリ） - セリエA（1部リーグ）
- オルビア・カルチョ1905 （サッサリ県オルビア） - セリエC（3部リーグ）

5部リーグ（アマチュア最上位リーグ）のセリエDでは、ラツィオ州、カンパニア州のクラブとともにジローネGに属する。サルデーニャ州の地方リーグ（6部リーグ）として、エッチェッレンツァ・サルデーニャ (it:Eccellenza Sardegna) がある。

## 交通

### 空港・空路

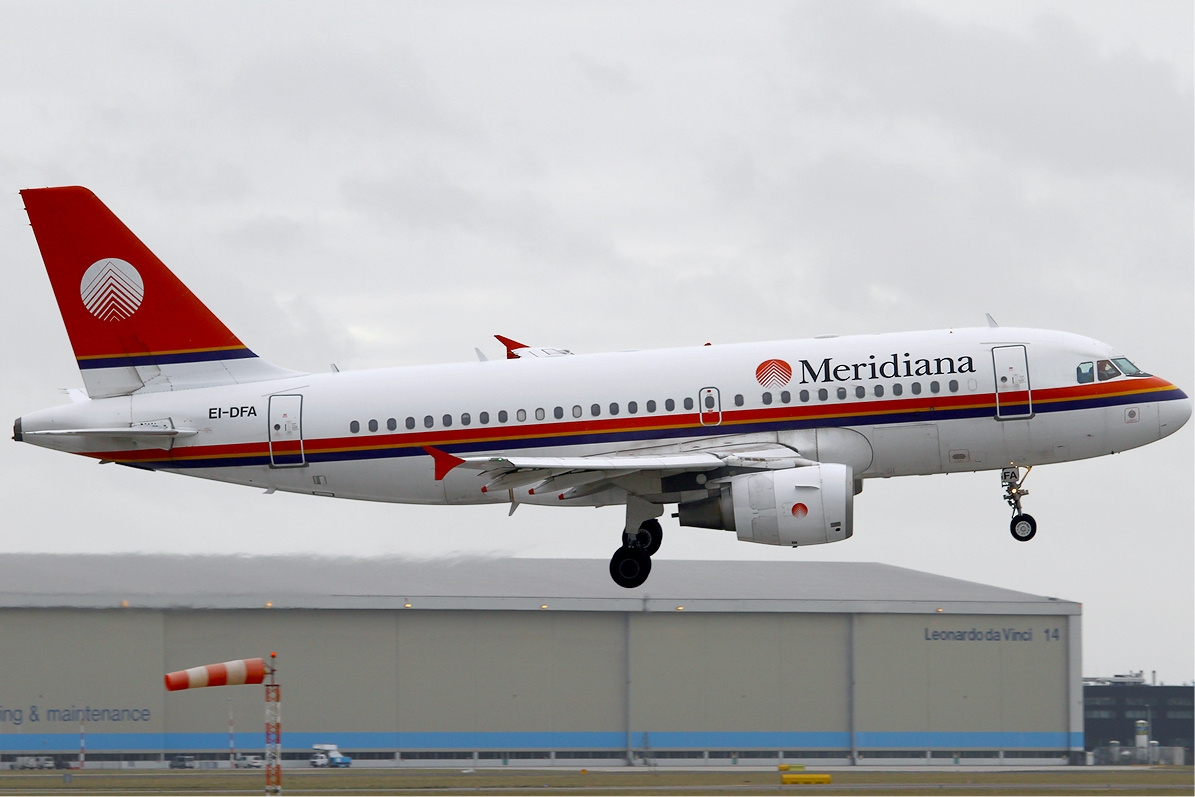
メリディアーナ・フライ

サルデーニャには3つの国際空港、2つの地方空港がある。
国際空港
- フェルティリア空港 (Fertilia Airport) 　（サッサリ）
- オルビア＝コスタ・スメラルダ空港 (Olbia Costa Smeralda Airport) 　（オルビア）
- カリャリ＝エルマス空港 (Cagliari-Elmas Airport) 　（カリャリ）

地方空港
- オリスターノ＝フェノス空港 (Oristano-Fenosu Airport) 　（オリスターノ）
- トルトリ空港 (Tortolì Airport) 　（トルトリ）

3つの国際空港は、イタリア本土の主要都市やその他のヨーロッパの諸都市（とくにイギリス、スカンディナヴィア諸国、スペイン、ドイツ）との間を結んでいる。サルデーニャ島内の航空便は、カリャリ - オルビア便、トルトリ - オルビア便が出ている程度に限られる。
この島ではいくつかの格安航空会社が運営されており、島の住民は格安チケットの恩恵を受けている。オルビア空港に本拠を置くメリディアーナ・フライもその代表的なものである。

### 港湾・海路

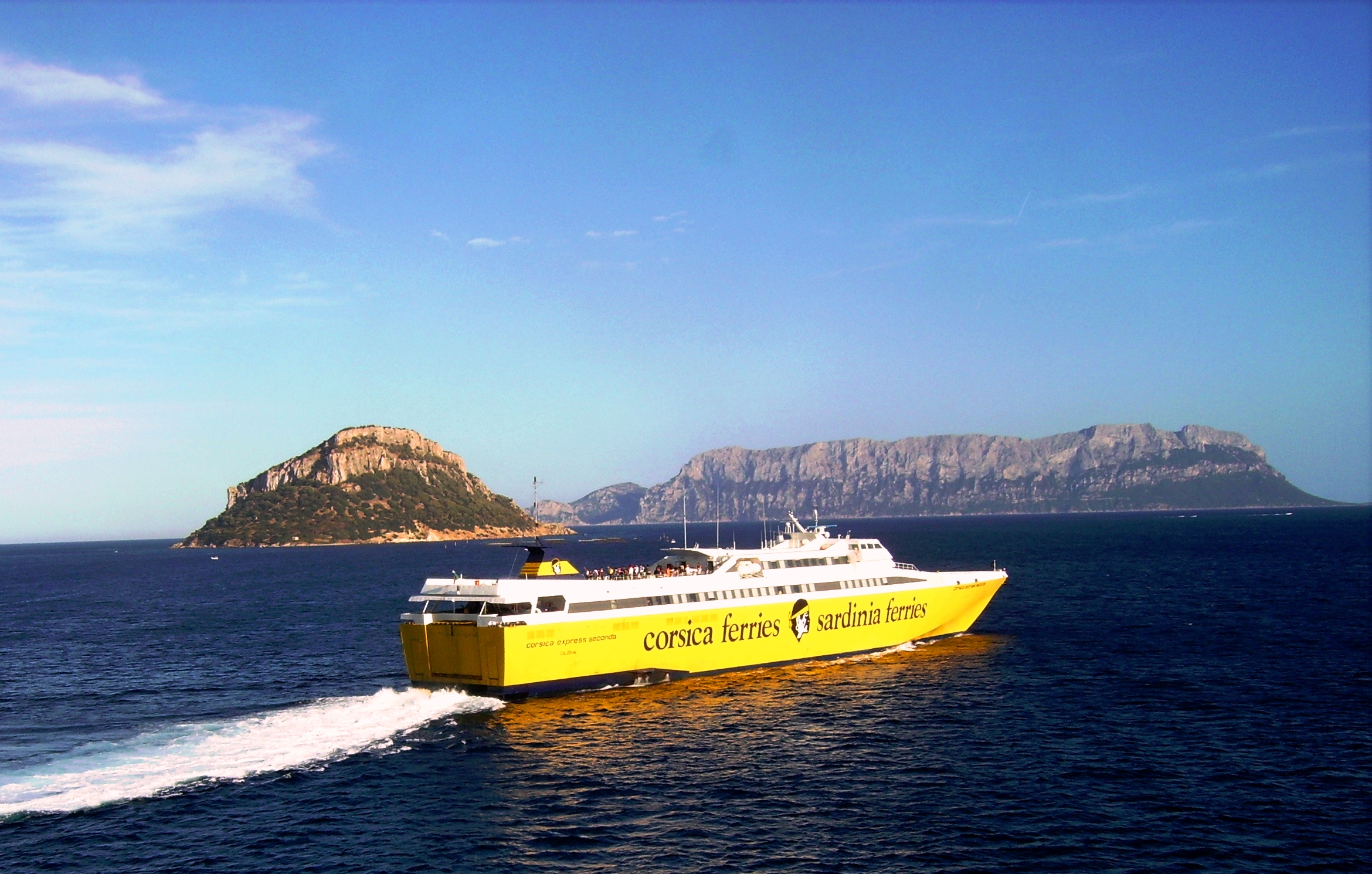
オルビア湾を航行する高速フェリー

サルデーニャにはフェリーが発着する主要な港湾として以下がある。
- ポルト・トッレス
- オルビア
- ゴルフォ・アランチ
- アルバタクス (Arbatax) （トルトリ）
- サンタ・テレーザ・ガッルーラ
- パラーウ
- カリャリ

これらの港湾に発着するフェリーは、イタリア本土（チヴィタヴェッキア、ジェノヴァ、リヴォルノ、ナポリ、ピオンビーノ）、シチリア島（パレルモ、トラーパニ）、フランス本土（マルセイユ、トゥーロン）、コルシカ島（ボニファシオ、プロプリアノ、アジャクシオ）、スペイン（バルセロナ）などの諸港湾との間を結んでいる。
地元の船会社としてはサレマール社 (Saremar) があり、サルデーニャ本島と離島（ラ・マッダレーナ諸島、サンピエトロ島など）とを結んでいる。

### 道路

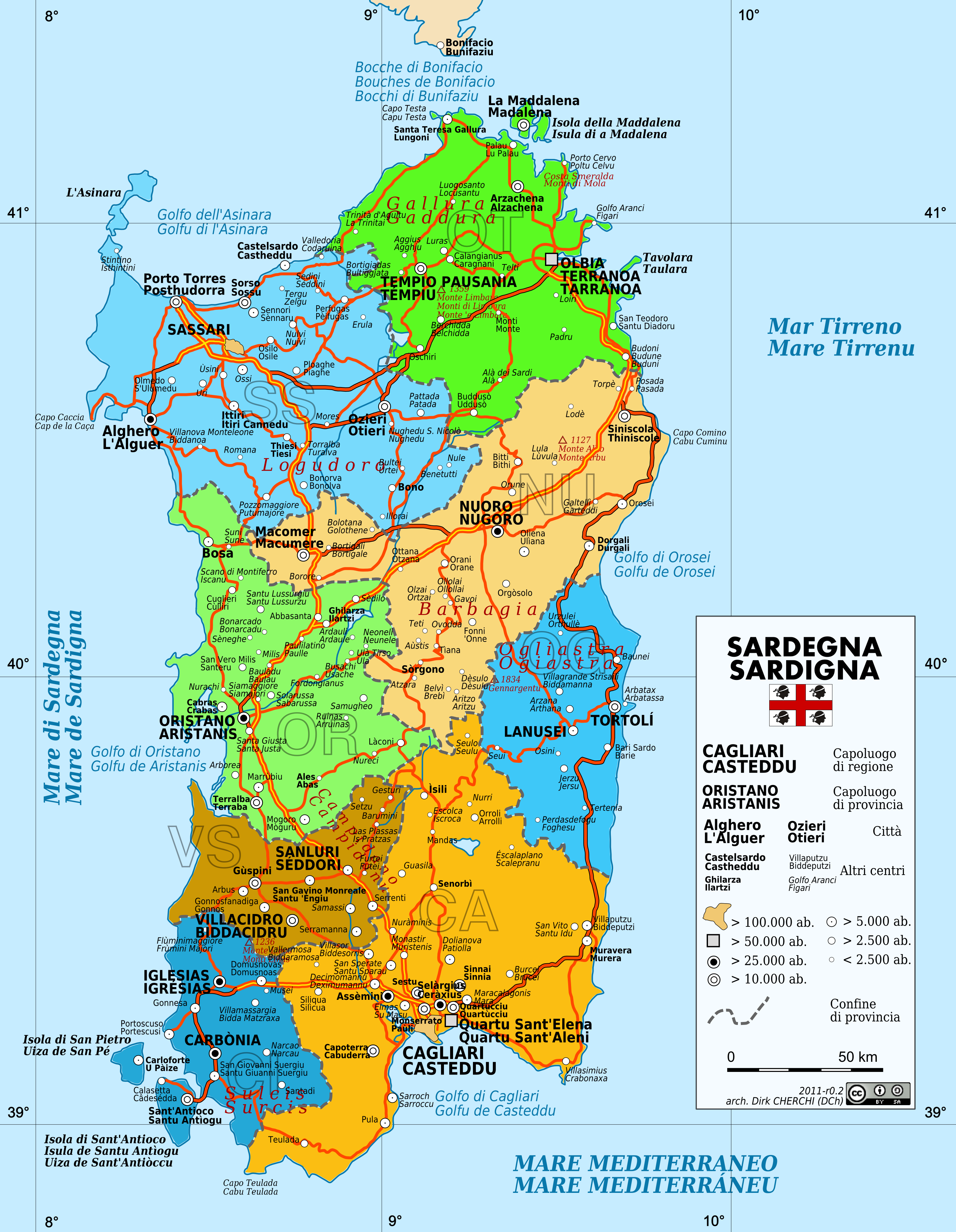
サルデーニャの道路網

サルデーニャ州はイタリアで高速道路（アウトストラーダ）が走っていない唯一の州である。しかしながら道路網は発達しており、スーペルストラーダ (Superstrada) とよばれる高規格道路（上下線を分離した自動車専用道路、最高速度は時速90 - 110 km）が主要都市や交通拠点を結んでいる。
島の幹線となる道路は、島の最南部にある州都カリャリと、北西部にある第二の都市サッサリを結び、島の西部を南北に縦貫する国道131号「カルロ・フェリーチェ」 (it:Strada statale 131 Carlo Felice) （SS131）であり、欧州自動車道路E25号線の一部にも指定されている。国道131号ヌーオロ中央支線 (it:Strada statale 131 Diramazione Centrale Nuorese) （SS131 d.c.n.）は、オリスターノで本線と分かれ、ヌーオロ県を横断して東海岸のオルビアとを結ぶ。
このほか高規格の道路が、サッサリ - アルゲーロ間、サッサリ - テンピオ・パウザーニア間、サッサリ - オルビア間、カリャリ - トルトリ間、カリャリ - イグレージアス間、ヌーオロ - ラヌゼーイ間を結んでいる。これら幹線道路では、交差点をなくして高速道路水準とするための事業が進められている。一方、内陸部や山間部の二線級道路は一般に狭隘でつづら折れが多く、最高速度も低く抑えられている。
地元の公共バスは、公共交通事業体 Azienda Regionale Sarda Trasporti  (it:ARST) によって運営されている。公共バスは、島内のすべての都市や村落を、少なくとも1日1本以上の本数で結んでいる。しかしながら人口密度の低い地域の一部には公共バスが走っておらず、自動車が必要となる。

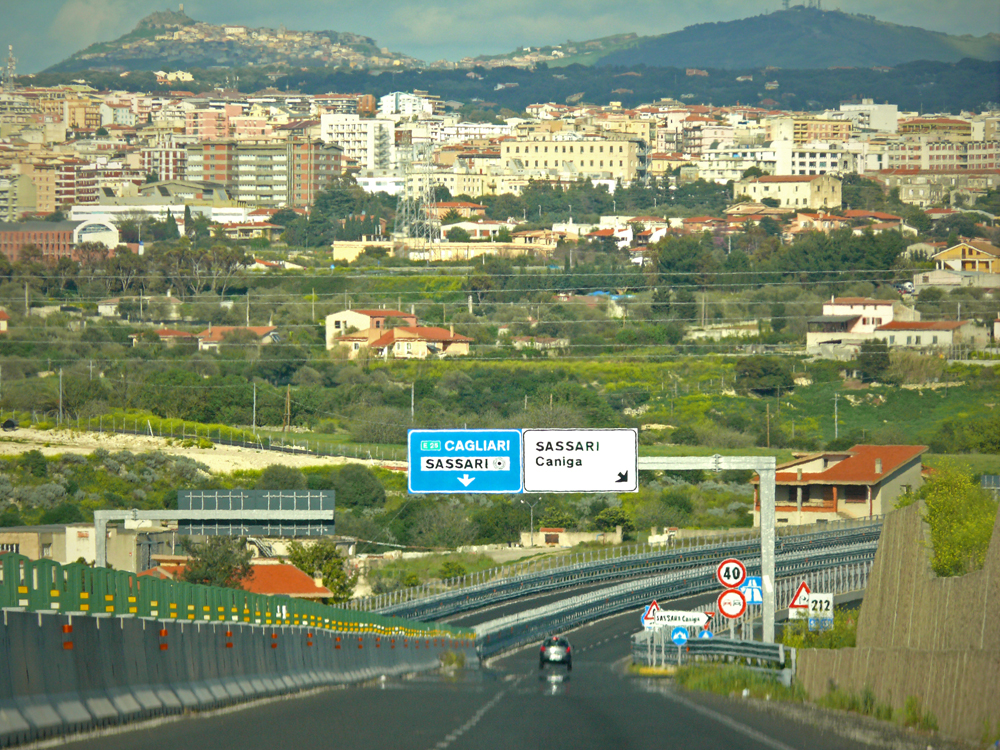
サッサリ付近のSS131
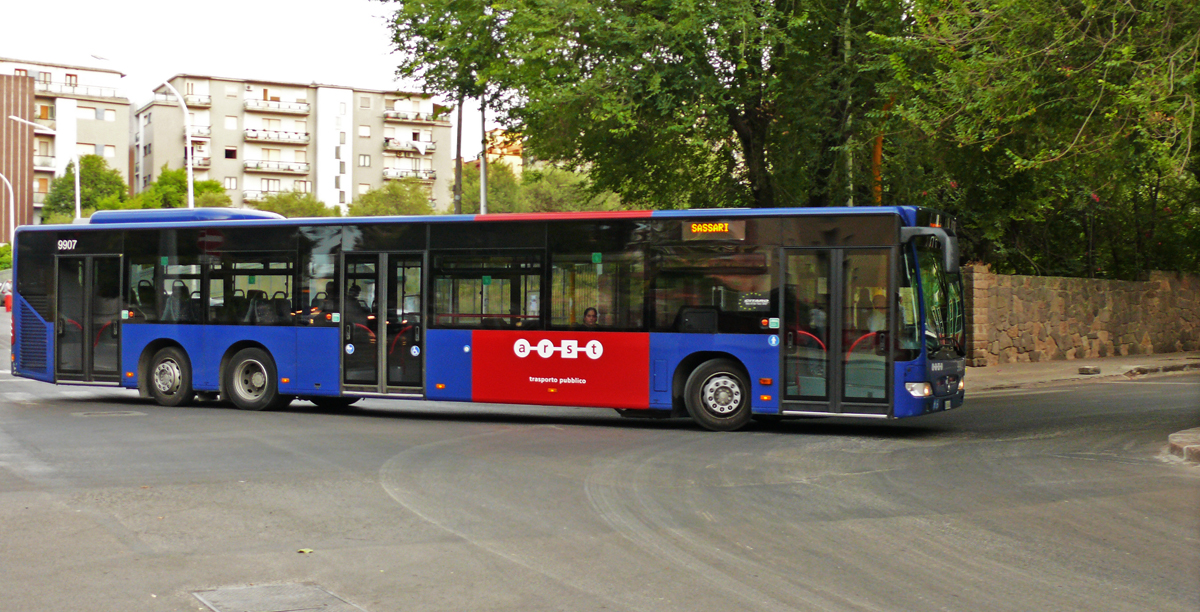
サッサリにおけるArstのバス

### 鉄道

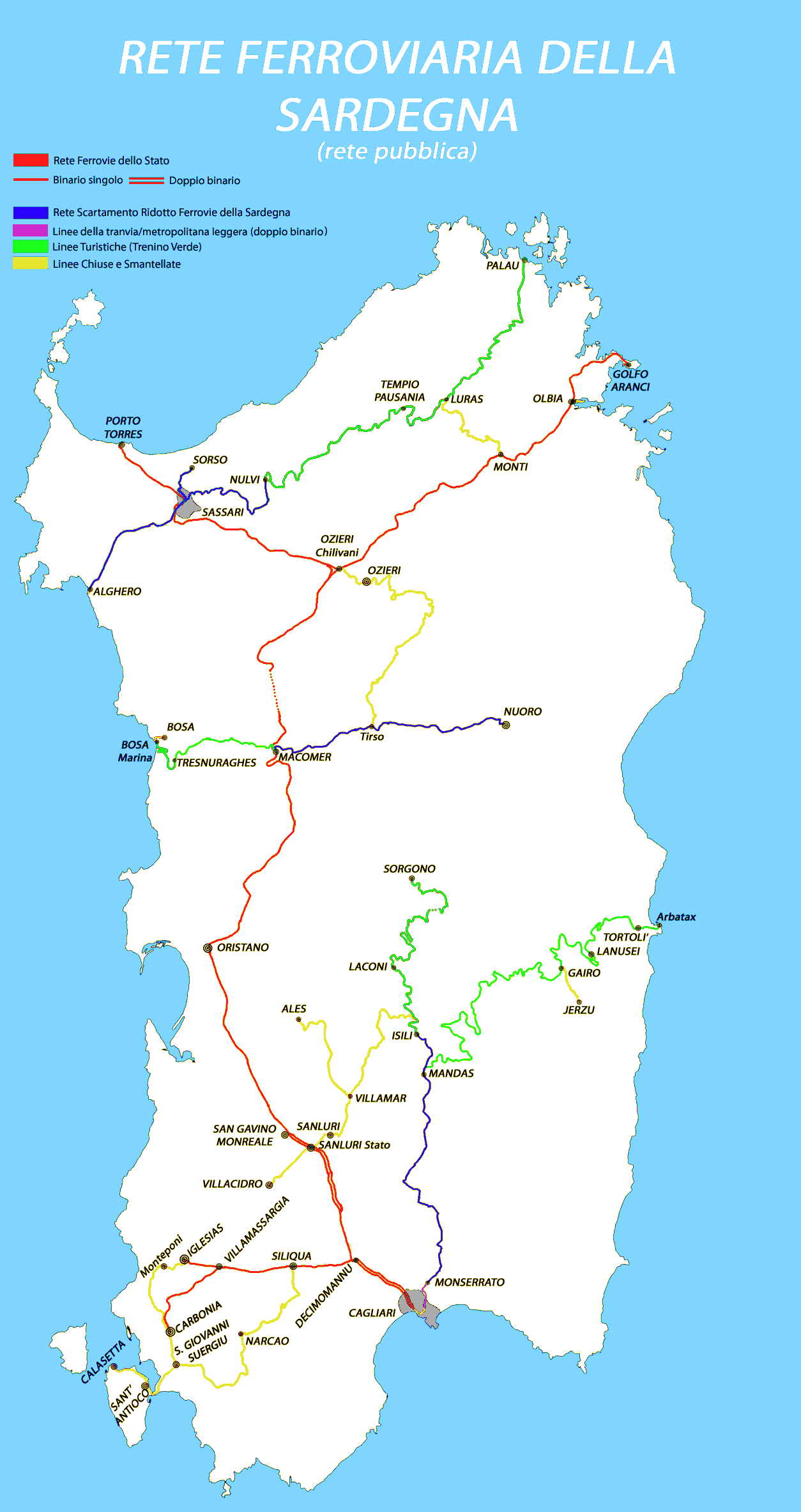
2008年3月時点での鉄道網。赤がFS、青がFdS、緑が"Trenino Verde"、黄は廃止区間。都市近郊の紫はライトレール区間

サルデーニャの鉄道システムは19世紀にイギリス人技術者ベンジャミン・パーシー (it:Benjamin Piercy) の手によって発展を遂げた。鉄道は全島を結んでいるが、異なる二つの事業者が存在する。すなわち、旧イタリア国鉄であるトレニタリア（FS）と、狭軌のサルデーニャ鉄道（FdS）である。
トレニタリア
トレニタリア（FS）の経営規模は大きく、島の主要都市や主要港を鉄道で結び、イタリア本土との間に鉄道連絡船も運営している。島の西部で南北を縦貫する鉄道路線が島の幹線で、南部のカリャリと北部のサッサリおよびオルビアとを結ぶ（北部のオツィエーリ・キリバニ駅で路線が分岐している）。このほか、カリャリからはカルボーニアおよびイグレージアスを結ぶ路線も出ている。
トレニタリアの車両は、アルストム社の"Minuetto"のような気動車が主力であるが、高速の振り子式車両（CAFの Class 598 や、タルゴ XXI）も導入される。
サルデーニャ鉄道
一般にサルデーニャ鉄道（FdS）の名で知られる狭軌鉄道は、ARSTの一部門であり、"ARST Gestione FdS"（ARST経営FdS）が正式名称である。島の北部にサッサリとアルゲーロやポルト・トッレスなどを結ぶ路線、中部にマコメールとヌーオロを結ぶ路線、南部にカリャリとイジーリとを結ぶ路線があるが、カリャリやサッサリ近郊の電化されたトラムトレイン区間を除き、速度は遅い。
これら通年運行の路線以外にも、トレニーノ・ヴェルデ（Trenino Verde, 「緑の小さな列車」）という季節運行の観光路線があり、島内の最も自然豊かなエリアを走っている。速度が遅い分、道路からは見えないような素晴らしい車窓を楽しむことができる。南部ではカリャリ - アルバタックス（トルトリ）、西部でマコメール - ボサ・マリーナ、北部ではサッサリ - パラウ間で運行されている。
FdSの路線はすべて狭軌であり、FSとFdSが共用するサッサリ駅構内には三線軌条区間が存在する。

## 自然環境

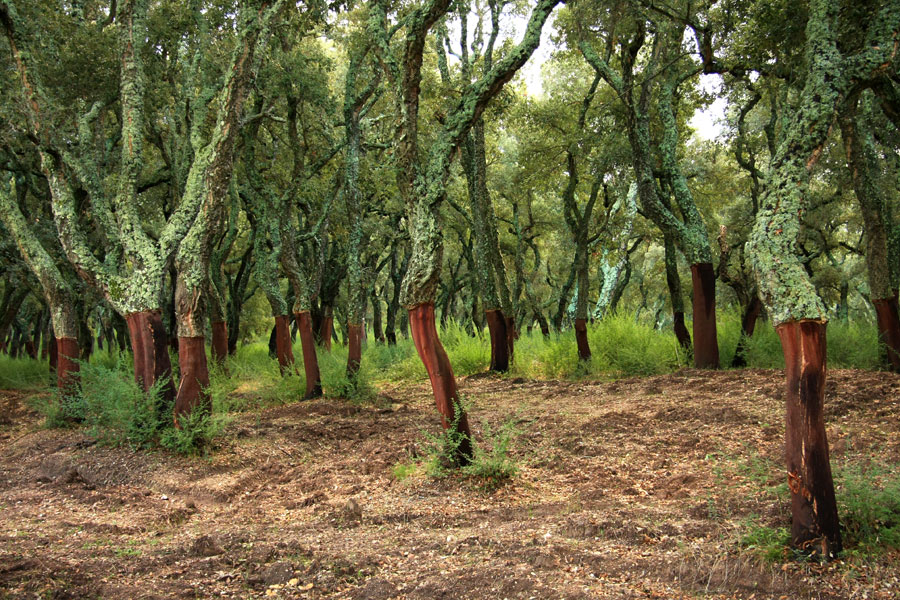
皮を剥いだコルクの幹

サルデーニャは豊かな自然資源に恵まれており、チチュウカイモンクアザラシやイノシシをはじめ、多くの希少種の動植物が生息している。一方、大陸部のどこにでもいるクサリヘビやマーモット等、多くの種が存在しないという特徴がある。
人間に離されて野生化した野生馬のジャーラ馬が生息している。
砂浜が広がるビーチは、風光明媚で知られており、観光客がお土産として砂を持ち帰る例が後を絶たない。2018年、政府は環境を保護するため、砂を島外へ持ち出す者に対して罰金を科すことを決定した。

## 人物

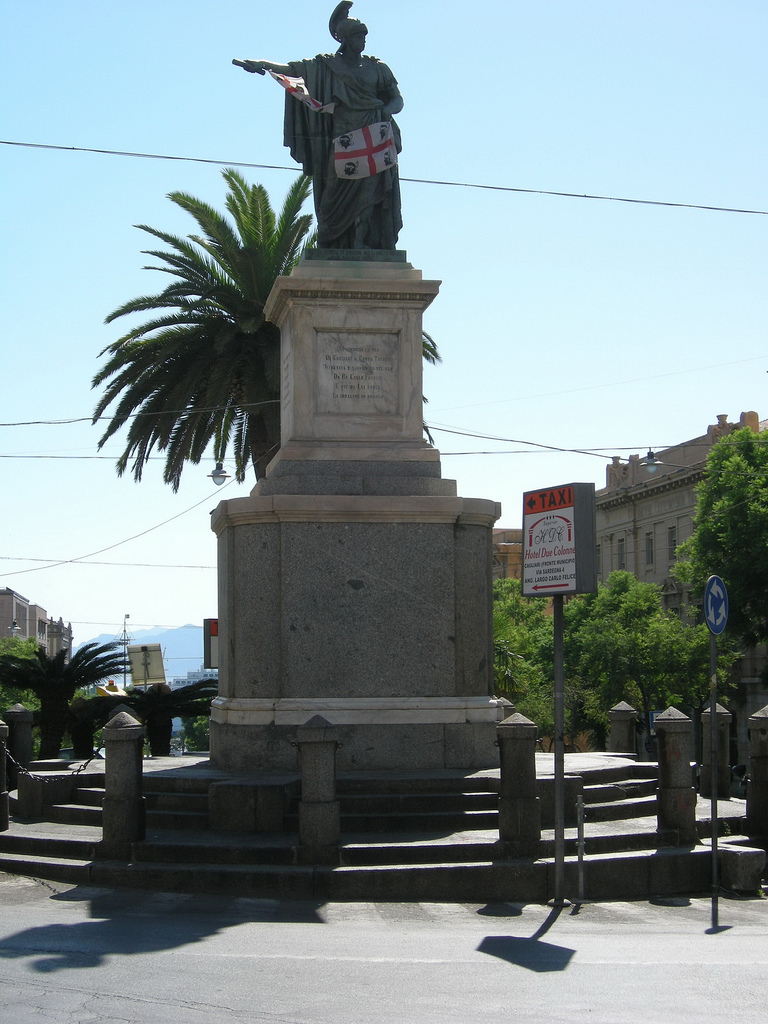
カリャリのカルロ・フェリーチェ像

### 著名な出身者
- グラツィア・デレッダ - 詩人・小説家、ノーベル文学賞受賞者。ヌーオロ出身。
- アントニオ・グラムシ - マルクス主義思想家。アーレス出身。
- アントニオ・セーニ - イタリア共和国首相・大統領。サッサリ出身。
- エンリコ・ベルリンゲル - イタリア共産党書記長。サッサリ出身。
- フランチェスコ・コッシガ - イタリア共和国首相・大統領。サッサリ出身。
- ジャンフランコ・ゾラ - サッカー選手・指導者。オリエーナ出身。

### ゆかりの人物
- カルロ・フェリーチェ - 19世紀初頭のサルデーニャ王。島の幹線道路に名を残す。
- ジュゼッペ・ガリバルディ - イタリア統一戦争の軍事家。晩年をカプレーラ島で送る。